# 對於輔仁大學心理系性侵案的反應
在輔仁大學心理系性侵案中，來自各方公眾人物和媒體對此做出反應。

## 公眾反應
對於輔大心理系性侵事件和母豬教論戰等性平事件，引起社會大眾對於校園性平機制的法律適用討論以及性別刻板印象等議題，2016年12月3日婦女新知基金會舉辦「性別業力引爆！大學校園性別平等體檢座談會」，與談人計有戀愛專欄作家蔡宜文、成大學生白黴菌、國立臺北大學法律學系副教授官曉薇、國立政治大學法律學系教授陳惠馨、輔大灰姑娘運動學生廖郁雯、國立臺灣大學心理學系教授黃囇莉、輔仁大學社會學系教授戴伯芬、國立政治大學法律學系教授王曉丹、台灣性別平等教育協會理事長王儷靜等人。
在座談會上，陳惠馨談起當初《性別平等教育法》的立法脈絡，指出該法囊括了當時臺灣社會上關心性平教育者的大部份意見，其立法目的是校園友善、性平學習環境等，但是多年以來依舊只能薄弱的觸及到社會表層，例如師大七匹狼事件的整體大環境對性騷擾視而不見，當時的社會無動於衷，對當事人則感到懷疑或不信任、甚至對其惡意中傷，至今仍不曉得弱勢的校園當事人當年究竟是如何面對苦痛的。對於輔心事件，陳惠馨質疑當時會議在場的有200人，卻沒有人當面提出這樣的對話並不適合進行，不論當事人在場如何表示討論沒問題，實際上內心或多或少都有受傷，所以應該要先考量到當事人；夏林清對當事人進行培力時雖然抱持理想，然而操作上仍應注意避免二度傷害，否則恐怕無法實踐理想；同學一起喝幾杯酒就出事，事件發生地點本身可能就是不安全、不友善的的性別空間；質疑學校性平會為何延宕3個月才展開調查、輔大性平會與教育部性平會之間發生何事，導致對此毫無作為等。陳惠馨最後請現場聽眾思考如何發揮《性別平等教育法》的最初目標，也就是如何落實性平教育。
靜宜大學諮商暨健康中心舉辦以教職員為對象的演講活動，分別由該校的法律學系副教授李介民主講「性別平等教育與校園性別事件處理」、助理教授邵伊芬主講「性別平等教育法」。邵伊芬指出人際間的互動充滿不確定性，面對性平事件的態度應當保持公平避免誤判，邵伊芬舉出輔大心理系性侵事件為例，認為主持公義也不能免除倫理方面的要求，並指出事件當中的師長正是對於自身專業過度自信，打算一面釐清事實一面輔導學生，結果引發立場衝突爭議，造成種種紛擾。
2017年3月國立成功大學校刊登載法律學系教授李佳玟的專文，當中以輔大心理系性侵事件為起點，探討美國大學對於校園性侵害防制的政策改革，並介紹性自主權的「積極同意」模式。
因應輔大心理系性侵事件曝露出的校園問題，台灣基督長老教會大專事工委員會於4月10日至13日舉辦在職訓練，透過探討校園性平議題，為其總會的大專工作者提供所需的輔導經驗。蔡宜文指出，在快速變遷的臺灣社會上，性別平等讓所有性別都能充分發揮其潛力，並鼓勵大專院校推動情感教育，引導學生具備溝通協商以及情緒管理的能力；性別專欄作家喬瑟芬向與會者推薦1988年真人真事改編電影，表示其有助於加強對性侵案的認知，從中指出受害人遭遇性平事件卻時常被人檢討指責，導致其難以開口說出自身遭遇。喬瑟芬認為對於改善性暴力的問題，除了需要協助受害者之外，對於加害人實施性平教育也是不可或缺的；對於性平議題，勵馨社會福利事業基金會執行長紀惠容讓與會者認識性別壓迫，同樣存在於人際關係以及的世界當中；台灣少年權益與福利促進聯盟秘書長葉大華介紹並鼓勵大專工作者培養有關校園性平法令的知識，並強調建立校園危機處理機制的重要性。

## 修法建議
中華民國監察院委員高鳳仙2017年8月10日在調查報告指出，雖然《性別平等工作法》及《性別平等教育法》對於性侵害犯罪均明訂申訴與調查程序，然而《性騷擾防治法》相關法條卻不適用，導致機關依照《性騷擾防治法》對性騷擾案件進行調查時，如果發現其實是性侵害事件就無法讓調查繼續，已經嚴重損害被害人的權益。監察院曾就有關問題向輔大法律學院副院長吳志光教授詢問，吳志光也對此建議修訂《性騷擾防治法》相關條文。
中華民國衛生福利部表示，為了讓性侵害事件也能適用《性騷擾防治法》的申訴與調查程序，與《性別平等工作法》及《性別平等教育法》的規定統一，以達到保護被害人和犯罪防治的目的，會研議提出修正草案。

### 《性平法》
鑑於輔大心理系性侵事件以及公東高工校長性騷擾案等性平事件均顯示出《性別平等教育法》的侷限性，中華民國教育部擬具《性別平等教育法》第27條、第27條之1、第30條修正草案，送交中華民國行政院。2018年1月11日行政院院會通過草案，送請中華民國立法院審議。行政院院長賴清德表示，為了完善並落實對於性平事件的預防、處理及校園安全的維護，請教育部積極與立法院各黨團協調，早日完成修法。
教育部針對修法草案內容表示，基於目前性平事件的調查實際狀況，法案要求學校機關必須組成符合調查專業的調查小組，而且有必要的時候可以排除學校機關的人員，全數改由外聘成員參與，避免因同事私情影響判斷；對於學校人員涉有違反性平重大行為卻仍然待在學校，使校園安全產生威脅者，法案對此擬定防範措施；對於涉及性平事件但情節輕微者，法案讓學校可以評估個案，給予學生行為人有輔導改正的機會。
由於過往在處理性平事件的實務執行上，常有消極不懲處、省略應有的法定程序、企圖私了掩蓋等多種負面狀況，立法院朝野黨團的立法委員均對是次修法相當關注，包括時代力量立委洪慈庸、民主進步黨立委吳思瑤、陳亭妃、何欣純以及中國國民黨立委李彥秀、黃昭順、馬文君、柯志恩等人紛紛提出各樣方向的修法主張。12月7日立法院三讀通過《性別平等教育法》部分條文修正案。12月28日中華民國總統蔡英文頒布總統令公布修正《性別平等教育法》第21、24、25、27、28、30、36 條條文；增訂第27-1條條文。
《性別平等教育法》新法修正內容包括：新法要求學校應主動告知，性平事件的當事人可以主張的自身權益以及有哪些救濟途徑，或是學校轉介個案至相關機構處理，必要時學校應提供心理輔導及保護措施等協助，可以委託醫師、心理師、社會工作師等專業人員執行；對於學校機關私自創設調查機制、不接受8小時的性平教育、加害人不向被害人道歉等情形都可以依法懲處，不配合性平會調查者甚至設有連續罰，可以按次處罰至配合為止；如果校長或是學校法人董事怠於行使職權，導致學校沒有依法執行相關懲處或是處置，新法規定要對校長或董事進行開罰；適用的對象範圍擴大，凡是學校聘任、任用、進用、運用的人員皆全面覆蓋，納入包括臨時人員、教練、社團老師、志工、護理人員等涉及性侵重大案件者永不錄用，並登錄在教育部人事系統進行列管；性平事件的學生行為人轉學到他校就讀時，舊法規定原校必須通報下間學校，新法改為原校可開會評估決議不再通報，避免學生被標籤化，適用於像是國小低年級生掀同學裙子等情節輕微，或者學生行為人經過輔導後已經改善者。

### 《教師法》
中華民國教育部擬具《教師法》修正草案，送交中華民國行政院。2019年3月7日行政院院會通過草案，函請中華民國立法院審議。行政院院長蘇貞昌表示，為了回應社會各界對於教師違法、教學不力或無法勝任時應積極處理的期待，請教育部積極與立法院朝野黨團溝通，並請教育部向教師團體妥善說明，早日完成修法。
教育部針對修法草案內容表示，《教師法》自公布以來雖然歷經13次修法，在這24年期間卻幾乎從未針對不適任教師進行處理。為了完善不適任教師的處理機制、加快案件的處理速度、增進教師的教學品質以及維護學生的受教權，修法重點包括：增加教評會的公信力，在處理不適任教師的解聘、不續聘、停聘案的時候，學校應另外增加校外的委員名額，聘請外界的學者專家擔任，避免「師師相護」；對教師的申訴和救濟制度進行強化，促進教評會委員組成的多元性和專業性，納入包括社會公正人士、學者專家、該地區的教師組織等。
《教師法》修正草案出爐後隨即引起教師團體、教改團體、家長團體等多方陣營角力。由於草案一併包括教師有擔任行政職的法定義務、教師寒暑假返校服務等多項新增列條文，修法層面廣泛、對教師的權益產生影響，例如限期升等納入資遣條件便引起私立學校教師的恐慌，認為私校多半人治色彩濃厚，如果得罪學校高層恐怕將難以升遷甚至教職不保。全國教師工會總聯合會、全國教育產業總工會等教師團體均對是次修法有異議，認為無法保障學術自由。在與教師團體溝通後，民主進步黨立法院黨團幹事長管碧玲8日表示，黨團將先擱置不處理爭議的部分，只針對有共識的條文進行修訂。教師團體對此表示肯定。台灣家長教育聯盟、全國家長團體聯盟、全國家長教育志工聯盟等多個家長團體9日開始連署支持行政院核定的《教師法》修正草案，並認為草案公布隔日執政黨的立法院黨團就迅速變卦否定，對此番妥協言論感到失望。教改團體人本教育文教基金會14日表示贊成《教師法》修法降低解聘教師門檻，並舉出惡形惡狀、卻因未達教評會的同意門檻而無法解聘的不適任教師案例來做說明。

## 引用頁數
1. 1 2  《106教調0030號》，頁35。[7]
2. ↑  《106教調0030號》，頁36。[7]